# Курчат по осені рахують
«Курчат по осені рахують» (латис. «Cāļus skaita rudenī») — радянський художній фільм 1973 року, розрахований на юнацьку аудиторію.

## Сюжет
У Яунпілс, для навчання в професійно-технічному училищі сільських механізаторів, з'їхалися хлопці з усієї республіки. Для вихователя групи Звірбуліса це перший навчальний рік. Йому належить разом зі своїми вихованцями, пройти складний шлях оволодіння професією. Викладач Думс, з висоти свого двадцятирічного стажу, рекомендує будувати відносини з учнями на основі суворої дисципліни. Така порада здається молодому майстру невірною, він вважає за краще бути більш гнучким і терпимим. Союзником в такому підході стає Ієвіньш, найдосвідченіший з педагогів. На щорічних змаганнях, майбутні трактористи довели правоту свого наставника, гідно захистивши честь свого училища, що стало рідним.

## У ролях
- Карліс Себріс — Ієвіньш
- Яніс Стрейч — Думс
- Яніс Кайякс — Звірбуліс
- Е. Авотс — Еджус
- Д. Пінка — Зента Лауциня
- М. Пумпуре — Рита
- М. Путніньш — Петеріс
- Н. Юревіц — Віктор Майзітіс
- В. Пуріньш — Алдіс
- Рамонс Кепе — епізод

## Знімальна група
- Сценарій: Андрій Дріпе
- Режисер: Ольґертс Дункерс
- Оператор: Мікс Звірбуліс
- Художник: Інара Антоне
- Композитор: Індуліс Калніньш